# Acacia meisneri
Acacia meisneri är en ärtväxtart som beskrevs av Meissner. Acacia meisneri ingår i släktet akacior, och familjen ärtväxter. Inga underarter finns listade i Catalogue of Life.